# 林有紀奈
林 有紀奈（はやし ゆきな、1996年3月23日 - ）は、日本の元女子バレーボール選手である。

## 人物
父は、1981年に藤嶺藤沢高校で春の高校バレー3位に入った時の選手の一人。その父の勧めで小学校2年生の時からバレーを始める。
2011年下北沢成徳高校へ入学。一つ上の先輩小笹奈津子や同期の辺野喜未来、大室璃紗（3名とものちに上尾メディックスでプレー）などと共に2年次で春の高校バレー優勝を飾る。
3年時では世界ユース選手権の日本代表に辺野喜未来と共に選出され5位、また東京国体では地元開催ということで下北沢成徳のほか文京学院大女子高校、共栄学園高校、八王子実践高校の4校から3名ずつ選出の中、背番号1をつけ優勝に大きく貢献。
その後の春高バレーでは京都橘に負けベスト16に終わる。
2013年12月、Vプレミアリーグ・東レアローズの内定選手となり、入団した。
2016年11月12日の久光製薬戦に出場し、プレミアデビューを果たした。
2018年6月、現役引退、男子チームの総務に就任した。
2023年、2022-23シーズン終了をもって男子チームを退団した。

## 球歴
- 全日本ユース代表 - 2013年

## 所属クラブ
- 横浜市立西谷中学校
- 下北沢成徳高等学校（2011-2014年）
- 東レアローズ （2014-2018年）

## 個人成績
Vプレミアリーグレギュラーラウンドにおける個人成績は下記の通り。
| シーズン | 所属 | 出場 | 出場   | アタック | アタック | アタック | アタック | ブロック | ブロック | サーブ | サーブ | サーブ | サーブ | レセプション | レセプション | 総得点 | 備考 |
| -------- | ---- | ---- | ------ | -------- | -------- | -------- | -------- | -------- | -------- | ------ | ------ | ------ | ------ | ------------ | ------------ | ------ | ---- |
| シーズン | 所属 | 試合 | セット | 打数     | 得点     | 決定率   | 効果率   | 決定     | /set     | 打数   | エース | 得点率 | 効果率 | 受数         | 成功率       | 総得点 | 備考 |
| 2014/15  | 東レ | 0    | 0      | 0        | 0        | 0.0%     | %        | 0        | 0.00     | 0      | 0      | 0.00%  | 0.0%   | 0            | 0.0%         | 0      |      |
| 2015/16  | 東レ | 0    | 0      | 0        | 0        | 0.0%     | %        | 0        | 0.00     | 0      | 0      | 0.00%  | 0.0%   | 0            | 0.0%         | 0      |      |
| 2016/17  | 東レ | 9    | 3      | 4        | 1        | 25.0%    | %        | 0        | 0.00     | 7      | 0      | %      | 0.0%   | 0            | 0.0%         | 1      |      |